# 楠田亜衣奈・渡部優衣の気分上等↑↑
『楠田亜衣奈・渡部優衣の気分上等↑↑』（くすだあいな・わたなべゆいのきぶんじょうとう）は、2014年10月7日から2021年3月31日まで超!A&G+（超!A&G+では2019年1月2日で終了）とニコニコチャンネルで配信されていたインターネットラジオ番組。
パーソナリティは楠田亜衣奈と渡部優衣。

## 番組概要
「この番組は、楠田亜衣奈・渡部優衣の2人が、持ち前の熱き魂をもって世の中の気分をアゲアゲにする、激アツ上等プログラム！」
芸能事務所ダンデライオン所属（番組開始時はJTBエンタテインメント所属）の女性声優である楠田亜衣奈と渡部優衣の2人によるラジオ番組である。2014年10月7日の第1回配信では番組に関して何も決まっておらず、セカンドショット代表取締役の小泉義徳を交えて、番組名・方向性・メールアドレス・コーナーを決定する企画会議のような配信がなされた。そのため第1回の段階で番組名は決まっておらず「楠田亜衣奈・渡部優衣の新番組（仮）」であった。第2回から現在の番組名となっている。超!A&G+での本配信の他に、ニコニコチャンネル「セカンドショットちゃんねる」において有料で全ての配信回がアーカイブ配信されている。
番組では、世の中を応援するというコンセプトからパーソナリティ2人を団長、リスナーを団員と呼ぶ。お便りが読まれた団員には団員ナンバーが進呈される。
番組の愛称について、公的には「アゲラジ」であるが、配信時間の変更が多いため団長たちは番組内で度々「流浪の番組」と紹介している。また、トーク内容でお尻を中心として下ネタが多いため団員からは「ケツラジ」と呼ばれているが、団長たちはこれを否定しており社会派番組であると主張している。

### 配信時間
毎週更新
2014年10月7日 - 2014年12月23日
超!A&G+: 火曜日 16:30 - 17:00
リピート配信: 木曜日 6:30 - 7:00
ニコニコチャンネル「セカンドショットちゃんねる」: 木曜日 15:00より1週間無料配信（1週間後は有料配信）
2015年1月7日 - 2015年4月1日
超!A&G+: 水曜日 18:30 - 19:00
リピート配信: 木曜日 8:30 - 9:00
ニコニコチャンネル「セカンドショットちゃんねる」: 木曜日 15:00より1週間無料配信（1週間後は有料配信）
2015年4月8日 - 2016年3月30日
超!A&G+: 水曜日 0:00 - 0:30（木曜深夜）
リピート配信: 水曜日 12:00 - 12:30
ニコニコチャンネル「セカンドショットちゃんねる」: 水曜日 22:00より1週間無料配信（1週間後は有料配信）
2016年4月6日 - 2019年1月2日
超!A&G+: 水曜日 19:30 - 20:00
リピート配信: 木曜日 7:30 - 8:00
ニコニコチャンネル「セカンドショットちゃんねる」: 水曜日 22:00より1週間無料配信（1週間後は有料配信）
2019年1月9日 - 2021年3月31日
ニコニコチャンネル「セカンドショットちゃんねる」: 水曜日 24:00より1週間無料配信（1週間後は有料配信）

## コーナー
ふつおた
いわゆる「ふつおた」を紹介するコーナー。
一言応援のコーナー
常にアツい心を持った2人が、団員がぶつけてくる悩みや愚痴に対して、アツい一言応援メッセージで励ますコーナー（第2回 - ）。
名言上等!!
団員が知った・聞いた・考えた「魂が熱くなる、上等な名言」を2人による再現ラジオドラマで紹介するコーナー（第2回 - ）。
アゲラジニュースステーション
団員から、解説してほしい最新のニュースや話題のキーワードを募り、そのワードを、知性溢れる団長'sこと楠川クリステルと滝部クリステルのキャスター陣が解りやすく、ズバッと30秒で解説するコーナー（第123回 - ）。
ときめき!
仕事に追われ社会の荒波に揉まれるうちに、ときめくことを忘れてしまった団長たち。そんな団長たちのために、純粋な心を忘れていない団員から、普段の生活の中で体験した・発見した「ときめくこと」を教えてもらう（第124回 - ）。

### 過去に存在したコーナー
紅白アツ合戦
団員からもらった、意見が分かれそうなお題に2人で同時に答えて、意見が違えば、どちらがよりお題に沿った答えかをアツくプレゼン合戦するコーナー（第2回 - 第119回）。
アゲセツ!!
気分を上げる取扱説明書、略して「アゲセツ」のコーナー。団員から募集した「自分で考えた、または実践している気分をアゲる方法」「気分がアガる情報」などなどを団長2人が判定するコーナー。採用された案は気分をアゲるための取説になる（第2回 - 第119回）。

## 動画配信
- 第27回 （2015年4月8日）番組配信時間が移動したことを記念した動画回。
- 第54回 （2015年10月14日）1周年記念の動画回。団長が学ランを着て配信する回。
- 第66回 （2016年1月6日）新年記念の動画回。クリスマスなのに二人で鍋作りする回。
- 第100回 （2016年9月7日）番組100回記念の動画回。二人でバーベキューする回。アゲラジ名言アカデミー賞。
- 第160階 （2017年10月25日）3周年記念の動画回。番組配信3周年記念のたこやきパーティ動画回「3たこパ」[12]。

## 特別配信
- 第132回 （2017年4月19日）屋外ロケ（旧芝離宮恩賜庭園）でのお花見回。動画回ではないが団長が撮った写真が同時に配信されるシステム。

## 関連商品

### DVD
セカンドショットから発売されている。
楠田亜衣奈・渡部優衣の気分上等↑↑ RADIO FANDISK
2015年8月14日発売。68 min.
DVD収録1: アツ合戦第1シリーズ勝利者へのご褒美企画 高級焼肉編
DVD収録2: 本放送第27回の動画回をまるっと収録
CD: 2014年10月～2015年3月末までの2クール分の放送データを収録
楠田亜衣奈・渡部優衣の気分上等↑↑ RADIO FANDISK2
2016年10月8日発売。68 min.
DVD収録1: アツ合戦第2シリーズ勝利者へのご褒美企画 高級中華料理編
DVD収録2: 本放送第100回のバーキュー回をまるっと収録
CD: 2015年4月～2015年9月末までの2クール分の放送データを収録
楠田亜衣奈・渡部優衣の気分上等↑↑×人生道でも飯田里穂 ～おーりとーり石垣～
2017年8月11日発売。65 min
DVD収録: SECONDSHOT FES -Girls Members- (2016) の優勝特典「地方ロケ券」を使って行った石垣島旅行を収録
「人生道でも飯田里穂」とのコラボ旅行であり、パーソナリティの飯田里穂も参加している。

### 雑誌
別冊B.L.T. VOICE GIRLS SIDE-R セカンドショット特集号
2016年5月7日発売。東京ニュース通信社。

## 番組関連イベント
| 公演年 | タイトル                                      | 公演日・会場                                | 備考 |
| ------ | --------------------------------------------- | ------------------------------------------- | --- |
| 2016年 | 楠田亜衣奈・渡部優衣の気分上等↑↑第1回団員集会 | 全2公演：2月20日 サイエンスホール（東京都） | |
| 2016年 | SECONDSHOT FES -Girls Members-                | 全2公演：5月7日 メルパルクホール（東京都）  | セカンドショット制作番組に出演の女性声優陣が集結したイベント。 イベント内ではラジオ「人生道でも飯田里穂」のパーソナリティ飯田里穂と同チーム                                            |
| 2016年 | 楠田亜衣奈・渡部優衣の気分上等↑↑第2回団員集会 | 全2公演：10月8日 サイエンスホール（東京都） | 副題がついておりそれに応じたコーナーが展開された。 第1部: 社会派は地球を救う 第2部: 婚活（あい）は地球を救う                                                                           |
| 2017年 | SECONDSHOT FES -Girls Members- 2017           | 全2公演：5月13日 メルパルクホール（東京都） | セカンドショット制作番組の女性パーソナリティが一堂に会するイベント。 |
| 2018年 | 楠田亜衣奈・渡部優衣の気分上等↑↑第3回団員集会 | 1月6日 サイエンスホール（東京都）           | Pyxisのキラキラ大作戦!のイベント「Pyxisのイベント大作戦!」と同日同会場で開催された。 本団員集会にゲストとしてPyxisが、Pyxisのイベント大作戦!にゲストとして楠田亜衣奈、渡部優衣が参加。 |
| 2018年 | SECONDSHOT FES -Girls Members- 2018           | 全2公演：5月12日 メルパルクホール（東京都） | 数多くの声優番組を運営するセカンドショットの女性出演者が一堂に会するお祭りイベント。                                                                                                   |